# Marco Sven Reinbold
Marco Sven Reinbold (* 27. Februar 1985 in Büdingen) ist ein deutscher Schauspieler, Synchronsprecher und Hörbuchsprecher.

## Leben
Marco Sven Reinbold synchronisierte zum Beispiel in Videospielen wie Final Fantasy XV, Call of Duty: WWII, World of Warcraft, Tom Clancy’s The Division, Battlefield und Mirror’s Edge. Er las Hörbücher wie die Red Rising-Trilogie und zwei Ausgaben der Perry-Rhodan-Reihe.
Als Sprecher war er unter anderem für VOX, ZDFinfo und Deutschlandfunk Nova tätig. Seine Stimme wird vom Portal Sprecherkartei.info mit den Attributen „kindlich-jugendliches Stimmalter“, „hohe bis mittlere Stimmfarbe“ und „heller, klarer bis rauer Stimmklang“ beschrieben. Das Portal hoerbuchstimmen.de lobte seine „überragende Interpretation der Red Rising Trilogie“. Reinbold ist Mitglied im Verband Deutscher Sprecher.
In den Animeserien Assassination Classroom, Hunter × Hunter, Akame Ga Kill!, Sword Art Online, Food Wars! Shokugeki no Soma, Tenkai Knights, Fullmetal Alchemist: Brotherhood und My hero Academia lieh er jeweils den Figuren Karma Akabane, Sedokan, Run, Kyouji Shinkawa, Isami Aldini, Toxsa Dalton, Bobby und Mashirao seine Stimme. Eigenen Angaben zufolge ist er auch als Musiker und Performancekünstler tätig.

## Hörbücher (Auswahl)
- 2017: Dima Zales & Anna Zaires: Mindmachines (Audible exklusiv).
- 2018: Carl Wilckens: Dreizehn. Das Tagebuch, Ronin Hörverlag, ISBN 978-3-96154-088-4.
- 2020: Pierce Brown: Red Rising 5.1: Das dunkle Zeitalter, Teil 1, Ronin Hörverlag, ISBN 978-3-96154-098-3.

## Videospiele (Auswahl)
- 2025: Assassin’s Creed Shadows, als Ashikaga Yoshiaki